# Rigorózní práce
Rigorózní práce (hovorově někdy též rigo, angl. advanced master’s thesis nebo rigorous thesis) je typ školní práce, kterou obhajují uchazeči o tzv. malý doktorát na vysokých školách (univerzitách). Jde o obsáhlejší práci (tzv. kvalifikační), která by měla být na odpovídající úrovni, a jejíž úspěšná obhajoba je pro uchazeče jednou z podmínek pro řádné složení rigorózní zkoušky, a to pokud absolvent vysoké školy s titulem magistr (Mgr.) usiluje o získání titulu doktor práv (JUDr.), doktor filozofie (PhDr.), doktor přírodních věd (RNDr.), doktor farmacie (PharmDr.), licenciát teologie (ThLic.), nebo doktor teologie (ThDr.).
Státní rigorózní zkoušku mohou absolventi vykonat pouze v téže oblasti studia. Obhajoba rigorózní práce je tedy součástí státní rigorózní zkoušky.
Rigorózní práce (nebo její obdoba) se může v některých případech týkat také vysokoškolských studentů lékařských magisterských studijních programů (MVDr./MDDr./MUDr.), pro ty však není obhajoba této práce povinná ze zákona, v některých těchto oborech se nicméně takováto práce zhotovuje, v jiných nikoli, vždy dle akreditované skladby příslušného studijního oboru.
Obecně lze tedy uvést, že rigorózní práce je tak spjata s fakultativním rigorózním řízením, resp. tedy se získáním uváděného tzv. malého doktorátu, ten je však ze zákona stále titulem magisterské úrovně, master's degree – blíže ISCED, k případnému získání tzv. velkého doktorátu (Ph.D. – doktor) se obhajuje disertační práce. Jako „doktorská práce“ se obvykle označuje disertační práce, nicméně někdy tím může být myšlena právě i rigorózní práce.
Na rozdíl od diplomové (magisterské) práce je rigorózní práce většinou obsáhlejší a také má být vědecky hodnotnější. K tvorbě této práce zpravidla bývá přidělen uchazeči konzultant, rovněž bývá takováto práce spjata s oponenturou.

## Historie
V minulosti, až do roku 1953, se pro získání doktorského titulu psala disertace, ačkoli ústní zkouškou bylo rigorózum, výjimkou pak byly tituly doktora práv a medicíny, k jejichž získání se skládaly pouze ústní zkoušky. Rigorózní práce se poprvé objevila mezi lety 1966 a 1980. Poté se rigorózní zkoušky konaly již jen ústně. Znovu se rigorózní práce zavedla roku 1998.

## Náležitosti
Orientačně lze uvést, že rigorózní práce bývá obecně rozsáhlejší než diplomová práce a méně rozsáhlá než disertační práce. Konkrétní podmínky pro rigorózní práce si však každá vysoká škola (univerzita), resp. fakulta, stanoví sama, a to vzhledem k příslušné oblasti (např. pokynem rektora). Orientačně lze uvést, že rigorózní práce má mít rozsah minimálně 100 normostran (neboli 180 000 znaků) a má prokázat schopnost samostatné činnosti v oblasti výzkumu nebo vývoje nebo samostatné tvůrčí činnosti.
Uchazeč o rigorózum, nebo ten, který pracuje na rigorózní práci, se někdy nazývá rigorozant. Tito někdy opisují, tzv. plagiátorství, přitom použití části, případně i celého cizího díla možné je, základem bývá uvést zdroj, je také třeba dodržovat pravidla včetně bibliografických citací. Někdy si též nechávají zhotovovat části, nebo i celou práci, od někoho jiného, čili zneužije principů ghostwritingu, a to zpravidla za úplatu, např. od kamaráda, firmy, nebo i rodiny, či jiné osoby, která si takto přivydělává atp., takovéto zhotovování práce pak postrádá onen původně zamýšlený účel.
Pokud to umožňují vnitřní předpisy dané instituce (např. tzv. rigorózní řád), může být v těchto případech jako rigorózní práce uznána třeba též i diplomová práce či disertační práce nebo kupř. jiná monografie, jindy toto možné být nemusí. Poměrně běžnou praxí bylo, že kvalitnější závěrečné diplomové práce – či přesněji, pokud typicky student absolvovat s tzv. červeným diplomem, resp. s vyznamenáním, byl mu tzv. malý doktorát udělen rovnou po studiu vysoké školy.
Uchazeč o malý doktorát v této fakultativní rigorózní zkoušce mívá tedy zpravidla vždy již absolvovánu vysokou školu a měl by tak prokázat uváděné, čímž se očekává, že práce též bude na odpovídající úrovni (blíže: vědecká metoda).
I když se nejedná o studenty, mají tito uchazeči o rigorózum dle zákona „právo za úplatu používat zařízení a informační technologie [školy] potřebné pro přípravu k této zkoušce.“

## Konzultant a oponent
K tvorbě této práce bývá přidělen uchazeči konzultant, tím bývá většinou akademický pracovník v pozici profesora, docenta, odborného asistenta, event. jiný významný odborník (např. doktor věd), ten pak zpravidla s uchazečem práci konzultuje. Oponentem pak bývá typicky jiný akademický pracovník (popř. dva), který rovněž většinou zpracovává posudek.

## Obhajoba
Obhajoba je součástí státní rigorózní zkoušky. Členové komise zpravidla dostávají možnost se předem seznámit s prací samotnou, eventuálně s posudky. Činnost komise zpravidla řídí její předseda. Komise pak během obhajoby hodnotí práci na tomto základě. Rozhodující je pak obhajoba, tedy obecně i dobrá práce samotná nemusí být nakonec před komisí obhájena a naopak i špatná práce samotná může nakonec před komisí skončit úspěšnou obhajobou. Komise se po skončení obhajoby o konečném hodnocení většinou tajně radí a usnáší, přičemž rozhodujícím je pak její konečné stanovisko.
Průběh obhajoby bývá různý, zpravidla záleží na zvyklostech a předpisech dané instituce, rovněž zejména na daném oboru. Někde mohou členové komise pokládat za klíčové užití vědeckých metod, jinde se spíše zohledňuje originalita (originální zpracování problematiky). Uchazeč členům komise zpravidla u obhajoby uvádí, k čemu dospěl, v čem je práce přínosná, či originální, co přináší nového atp. Následuje většinou zevrubnější rozprava uchazeče s jednotlivými členy komise a vypořádávání připomínek. Obhajoba může orientačně trvat kupříkladu od 30 do 60 minut, nicméně uvedené bývá vždy velmi individuální.
Náklady rigorózního řízení zpravidla hradí uchazeč.